# كاثلين هوارد
كاثلين هوارد هي محرِّرة ومغنية أوبرا ومغنية وصحفية وممثلة كندية، ولدت في 27 يوليو 1884 بأونتاريو في كندا، وتوفيت في 15 أبريل 1956 بهوليوود في الولايات المتحدة.

## أعمال

### أفلام
- (1941) زهور وسط الغبار
- (1944) لورا

## وصلات خارجية
- كاثلين هوارد على موقع IMDb (الإنجليزية)
- كاثلين هوارد على موقع أول موفي (الإنجليزية)
- كاثلين هوارد على موقع قاعدة بيانات الأفلام السويدية (السويدية)
- كاثلين هوارد على موقع قاعدة بيانات الفيلم (الإنجليزية)